# Coolidge, Arizona
Coolidge är en stad (city) i Pinal County, i delstaten Arizona, USA. Enligt United States Census Bureau har staden en folkmängd på 12 074 invånare (2011) och en landarea på 146 km².